# Alberto Abarza
Alberto Caroly Abarza Díaz (San Bernardo, Región Metropolitana de Santiago, 11 de diciembre de 1984) es un deportista y medallista paralímpico chileno que compite en natación adaptada, galardonado con el Premio Nacional del Deporte en 2018.
En los Juegos Parapanamericanos de 2019, alcanzó la medalla de oro en tres disciplinas, además de otras dos medallas de plata, siendo el primer chileno en adjudicarse cinco medallas en los Juegos Parapanamericanos.
En los Juegos Paralímpicos de Tokio 2020, logró tres medallas en la categoría S2: una de oro en 100 m espalda y dos de plata en 200 metros libres y en 50 m espalda. Obtuvo también tres medallas de bronce en los Juegos Paralímpicos de París 2024, alcanzando el podio en las mismas pruebas.

## Biografía
Abarza es oriundo de la comuna santiaguina de Cerrillos, y tiene dos hijas: Beccié y Amaia.
Tiene el síndrome de Charcot-Marie-Tooth, una enfermedad degenerativa que atrofia los músculos. Desde su niñez estuvo en el Instituto de Rehabilitación Infantil de la Fundación Teletón, donde comenzó a practicar natación a los 2 años de edad como forma de reducir y controlar los efectos adversos del síndrome. Sin embargo, debido a los dolores derivados de la neuropatía, abandonó el deporte a los 14 años. Ya en sus veinte años, retornó a la práctica deportiva.

## Carrera deportiva
Abarza compite en natación adaptada.

### Juegos Paralímpicos de Río 2016
Participó en los Juegos Paralímpicos de Río 2016, donde obtuvo el octavo lugar en la final de 50 m espalda categoría S3, obteniendo un diploma olímpico.
Posteriormente, obtuvo el primer lugar de la clasificación mundial en dicha categoría en 2017 y 2018, siendo reconocido con el premio al mejor deportista paralímpico por el Comité Olímpico de Chile en 2017, y el Premio al mejor deportista de Chile en 2018, entregado por el Círculo de Periodistas Deportivos. Ese mismo año, fue premiado por el Estado chileno con el Premio Nacional del Deporte.

### Juegos Parapanamericanos de Lima 2019

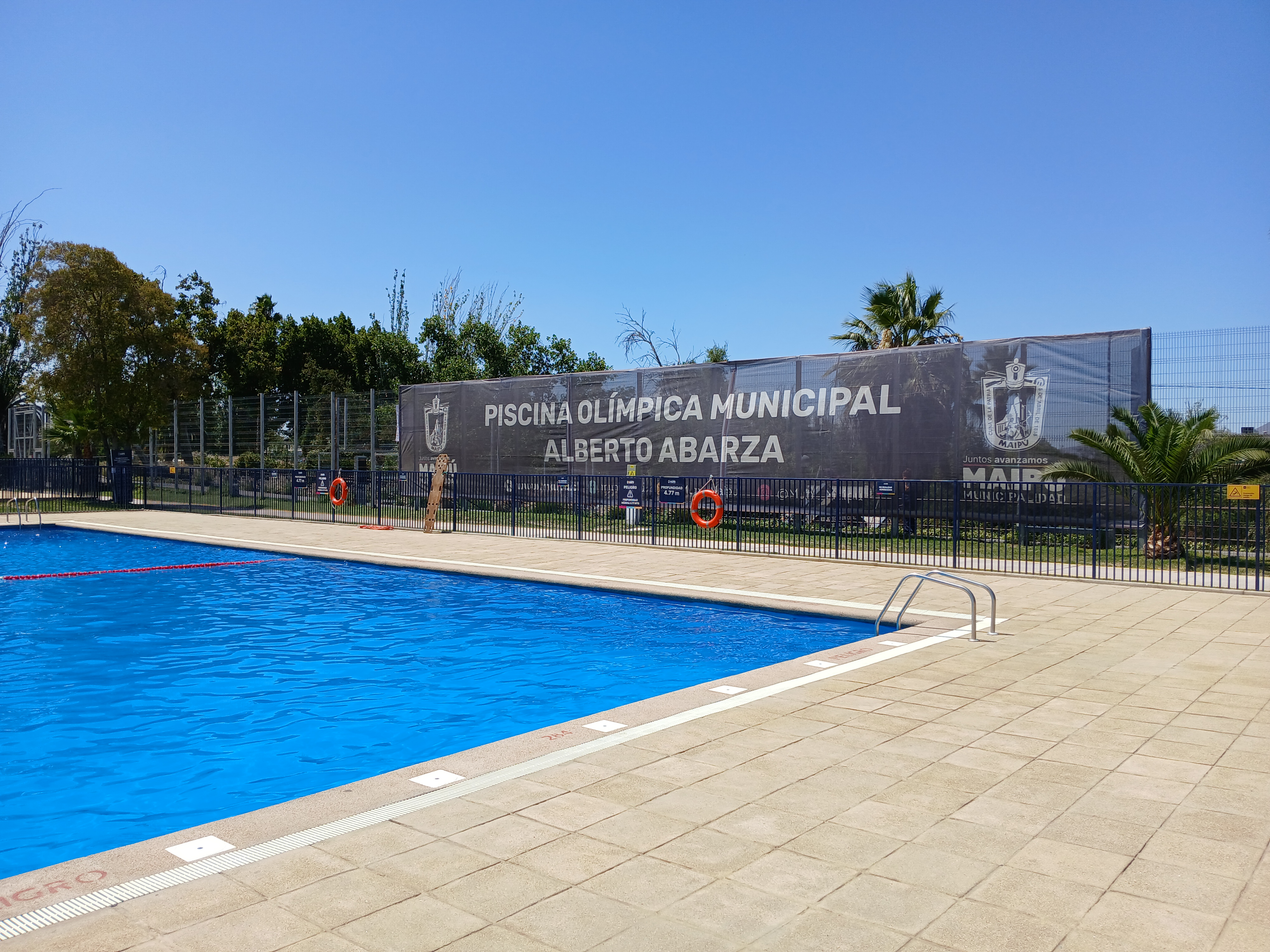
En julio de 2024, la Municipalidad de Maipú rindió homenaje a su destacado vecino, Alberto Abarza, reinaugurando su piscina municipal y bautizándola con su nombre.

Fue el abanderado de la delegación chilena en la ceremonia de apertura de los Juegos Parapanamericanos de 2019, organizados en Lima. En dicho evento, obtuvo cinco medallas en la categoría S2: tres de oro en 50 m espalda, 100 m espalda y 200 m libre; y dos de plata en 50 m libre y 100 m libre.

### Juegos Paralímpicos de Tokio 2020
Junto con Francisca Mardones, fue uno de los abanderados de Chile en la ceremonia de apertura de los Juegos Paralímpicos de Tokio 2020, celebrados en 2021.
En dichos Juegos, obtuvo tres medallas en las tres pruebas de la categoría S2 en las cuales compitió: una de oro en la prueba de 100 m espalda con un tiempo de 2:00:40 el 25 de agosto —cuando se convirtió en el segundo atleta chileno en ganar una medalla en los Juegos Paralímpicos, después de la presea de oro conseguida por Cristian Valenzuela en Londres 2012—; y dos de plata en las pruebas de 200 m libre con un tiempo de 4:14:17 el 29 de agosto y de 50 m espalda con un tiempo de 57:76 el 2 de septiembre.